# Тарасово (Георгиевский сельсовет)
Тарасово — деревня в Белозерском районе Вологодской области.
Входит в состав Визьменского сельского поселения, с точки зрения административно-территориального деления — в Георгиевский сельсовет.
Расстояние до районного центра Белозерска по автодороге — 93 км, до центра муниципального образования деревни Климшин Бор  по прямой — 20 км. Ближайшие населённые пункты — Ванютино, Драницыно, Прокино.
По данным переписи в 2002 году постоянного населения не было.